# Incubus (film)
Incubus är en amerikansk långfilm från 1966 i regi av Leslie Stevens, med William Shatner, Allyson Ames, Eloise Hardt och Robert Fortier i rollerna. Under hela filmen talas enbart det konstruerade språket esperanto.

## Rollista
| William Shatner | – Marc    |
| Allyson Ames    | – Kia     |
| Eloise Hardt    | – Amael   |
| Robert Fortier  | – Olin    |
| Ann Atmar       | – Arndis  |
| Milos Milos     | – Incubus |